# ユーゴスラビア鉄道488形気動車
ユーゴスラビア鉄道488形気動車（ユーゴスラビアてつどう488がたきどうしゃ、クロアチア語: JDŽ 488）は、かつてユーゴスラビアの国鉄に当たるユーゴスラビア鉄道に在籍した気動車。軌間760 mmの狭軌区間の都市間急行列車に使用され、後年に形式名を801形（クロアチア語: JŽ serija 801）に改めた。

## 概要
第二次世界大戦以前、ユーゴスラビア国内で実施されていた気動車の導入による列車の高速化の一環として、当時国内に存在した軌間760 mmの狭軌路線に導入された気動車。中間車を含む3両編成を組み、車内には1等（23人）・2等（66人）それぞれの座席が用意された他、廊下には4人分の補助席も用意された。また、車内にはビュフェも設置された。
エンジンを始めとした主要機器はハンガリー・ブダペストのガンツ製のものが用いられ、車体製造や最終組み立てはスラヴォンスキー・ブロッド機械工場（→ジュロー・チャコビッチ）で実施された。
営業運転での最高速度は60 km/hであったが、試運転では最高速度70 km/hを記録しており、これはユーゴスラビア国内における狭軌路線向け車両の最速記録となった。

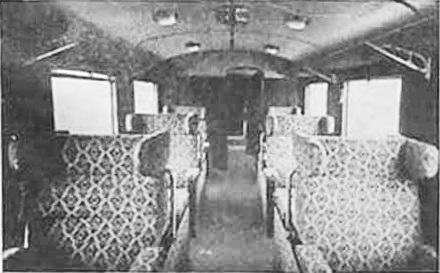
車内

## 運用
488形の最初の編成は1938年7月20日にベオグラード - サラエヴォ - ドゥブロヴニク間で営業運転を開始し、以降翌1939年までに7編成が各都市を結ぶ系統に導入された。これらの車両は最高速度の向上による所要時間の大幅な短縮に貢献し、高速運転に慣れない利用客からは「ルディ・サラジリヤ（Ludi Sarajlija）」と呼ばれた。また、導入に際してサラエヴォに気動車の大規模な検査が可能な設備が導入された。
その後、第二次世界大戦の被害により1編成が廃車された一方、残りの車両は修繕を経て戦後の1946年5月から営業運転を再開した。これに合わせて各編成に名称がつけられた時期があったが、1950年代初頭までにこれらの名称は廃止され、形式名も801形に改められた。以降も都市間急行列車に使用されたが、老朽化が進行した事から後継車の802形気動車に置き換えられ、1960年代の終わりまでに営業運転から撤退した。

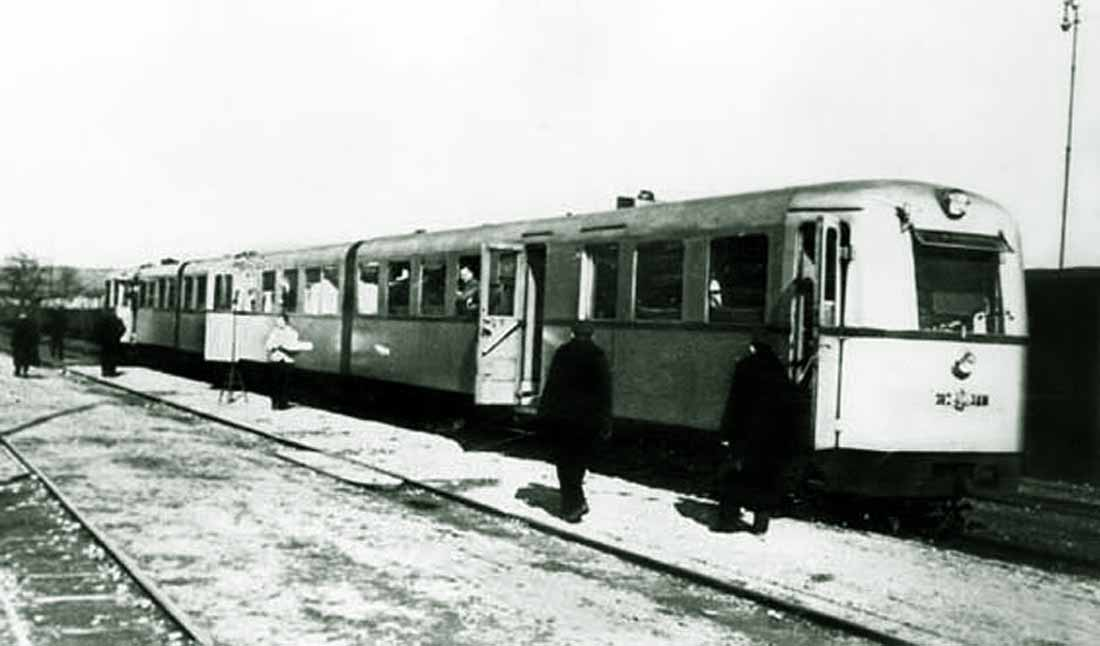
営業運転初期の編成（1939年撮影）
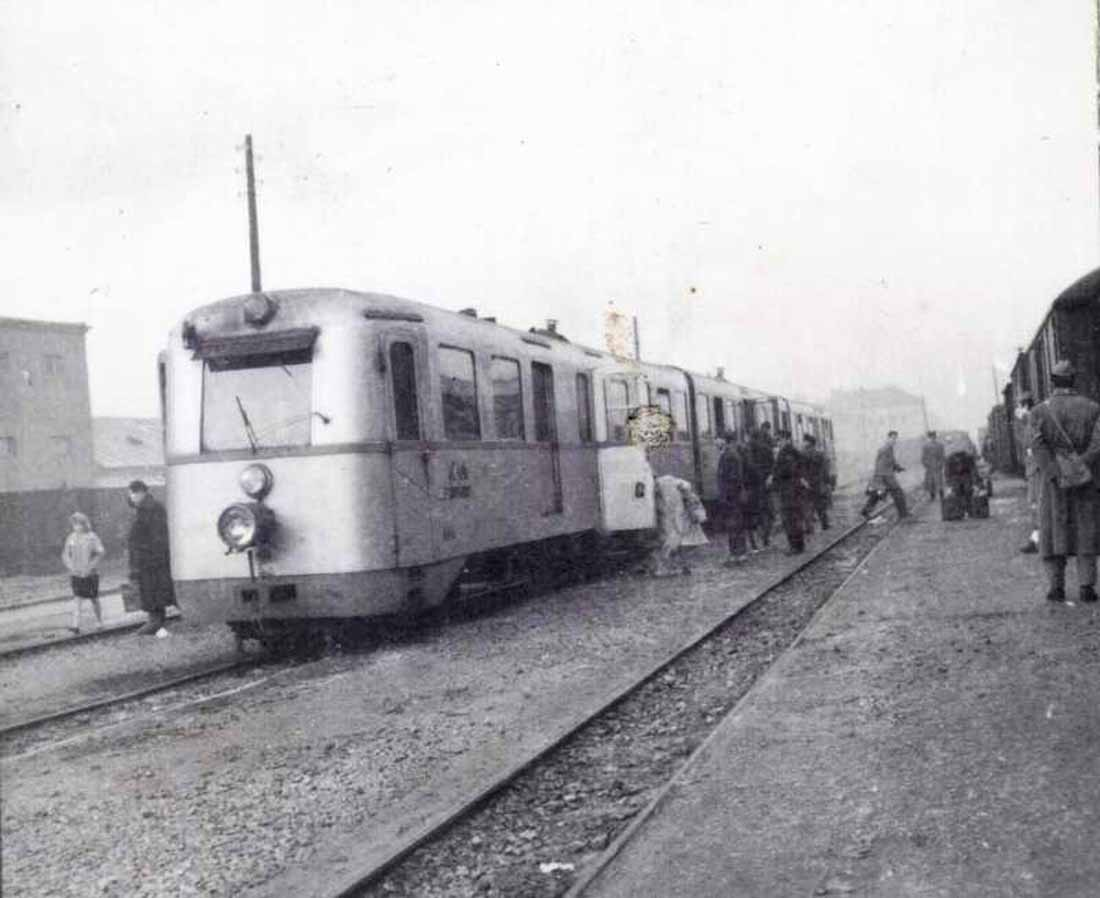
第二次世界大戦前の編成（1940年代前半撮影）
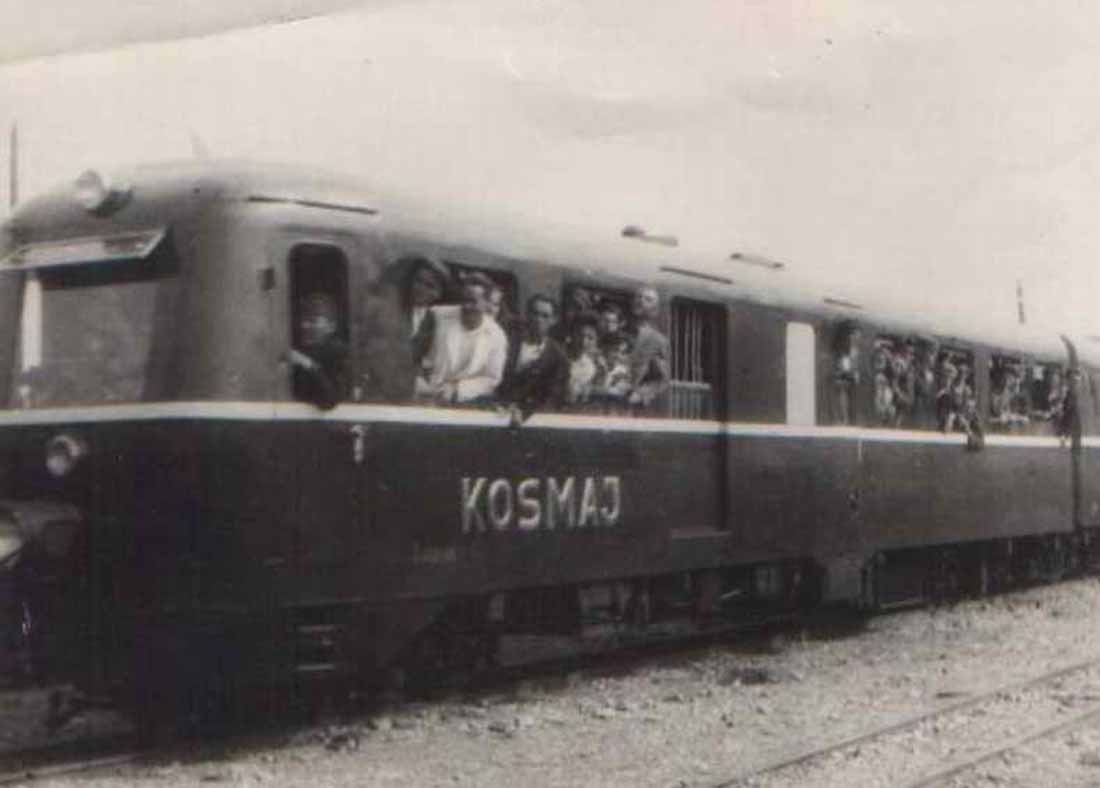
営業運転再開当初の編成 当時は各編成に名称がつけられていた（1946年撮影）
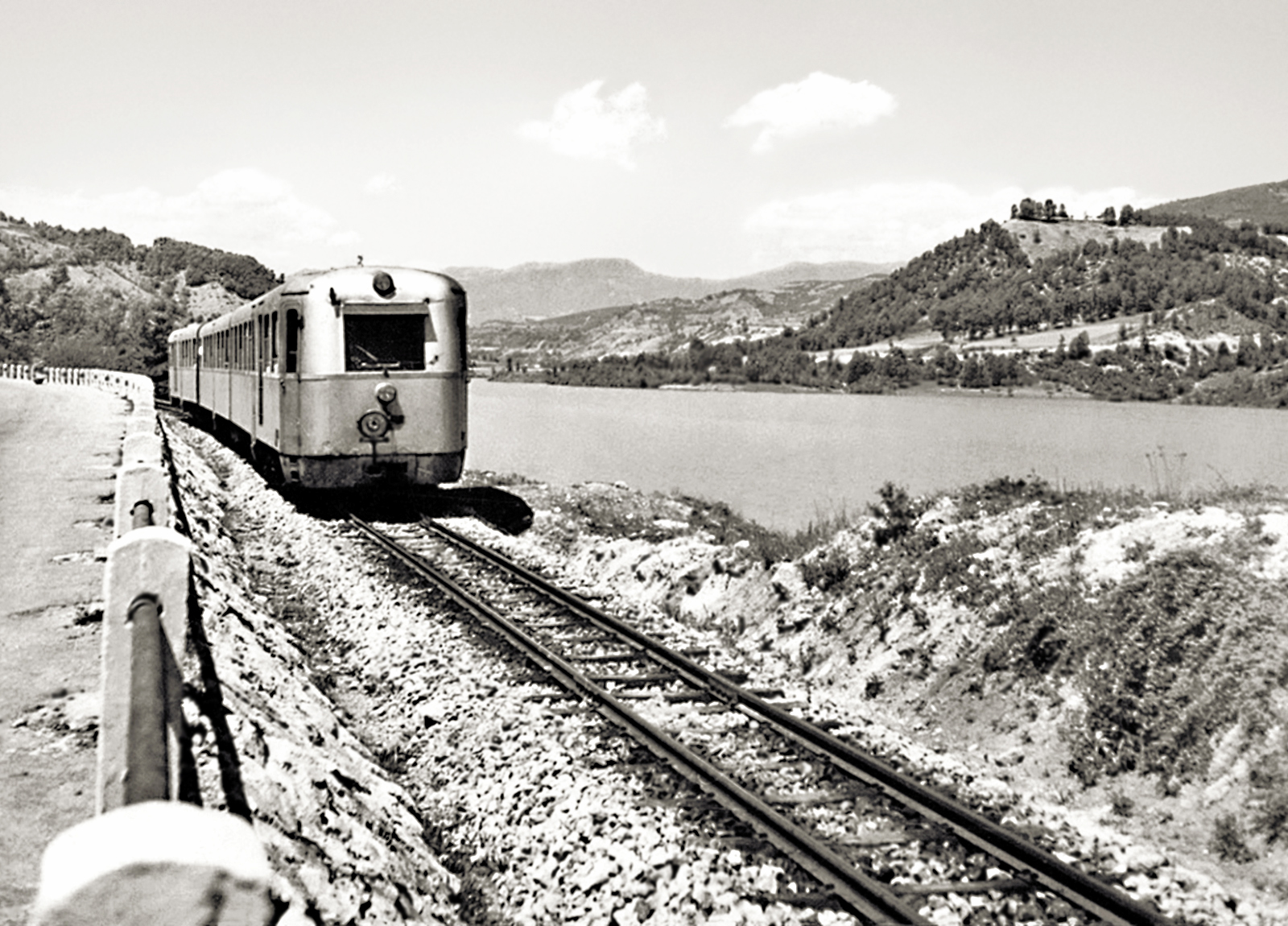
営業運転末期の編成（1965年撮影）